# Coprinellus verrucispermus
Coprinellus verrucispermus là một loài nấm trong họ Psathyrellaceae.